# Fredslaget
Fredslaget, eg. The Peace Team , ett pojkfotbollslag som deltog i Gothia Cup 2004.
Laget bestod av åtta palestinska och åtta israeliska elvaåriga pojkar. Laget hade en palestinsk tränare, Khader Mohammed Abid, och en israelisk tränare, Alon Beer. Det som gav laget extra mycket uppmärksamhet var att Englands fotbollslandslags coach, Sven-Göran Eriksson, var med som assisterande tränare. 
Fredslaget kom trea i sin grupp och avancerade därmed inte till finalspel.

## Pojkar, 11 år, grupp 24
1. JK Kotkas Juunior 4 4 0 0 20-4 12
2. ASWH              4 3 0 1 13-3  9
3. The Peace Team    4 2 0 2 11-9  6
4. Näset SK 1        4 1 0 3 11-15 3
5. Kinna IF          4 0 0 4  4-28 0